# バイト (工具)

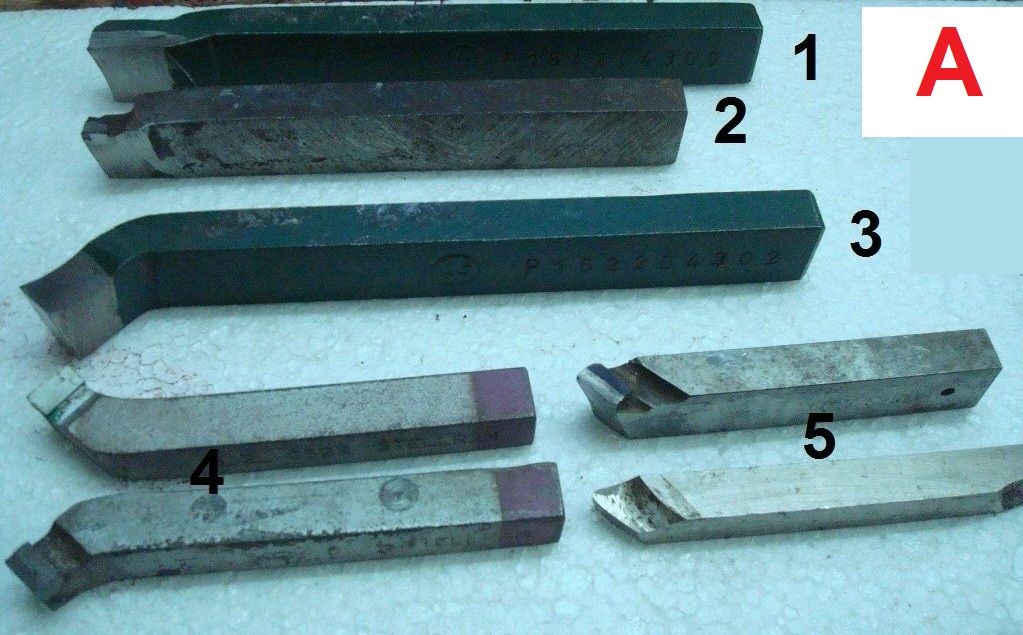
バイトの例（外径切削用の各種むくバイト）

バイトとは、旋盤や平削盤などでの切削加工に用いられる工具（切削工具）。
バイトという呼び方は和製語で、オランダ語やドイツ語で鑿（のみ）を意味するbeitelに由来するという説や、英語のbit（刃）や bite（切り込む）に由来するという説がある。

## 構造による分類

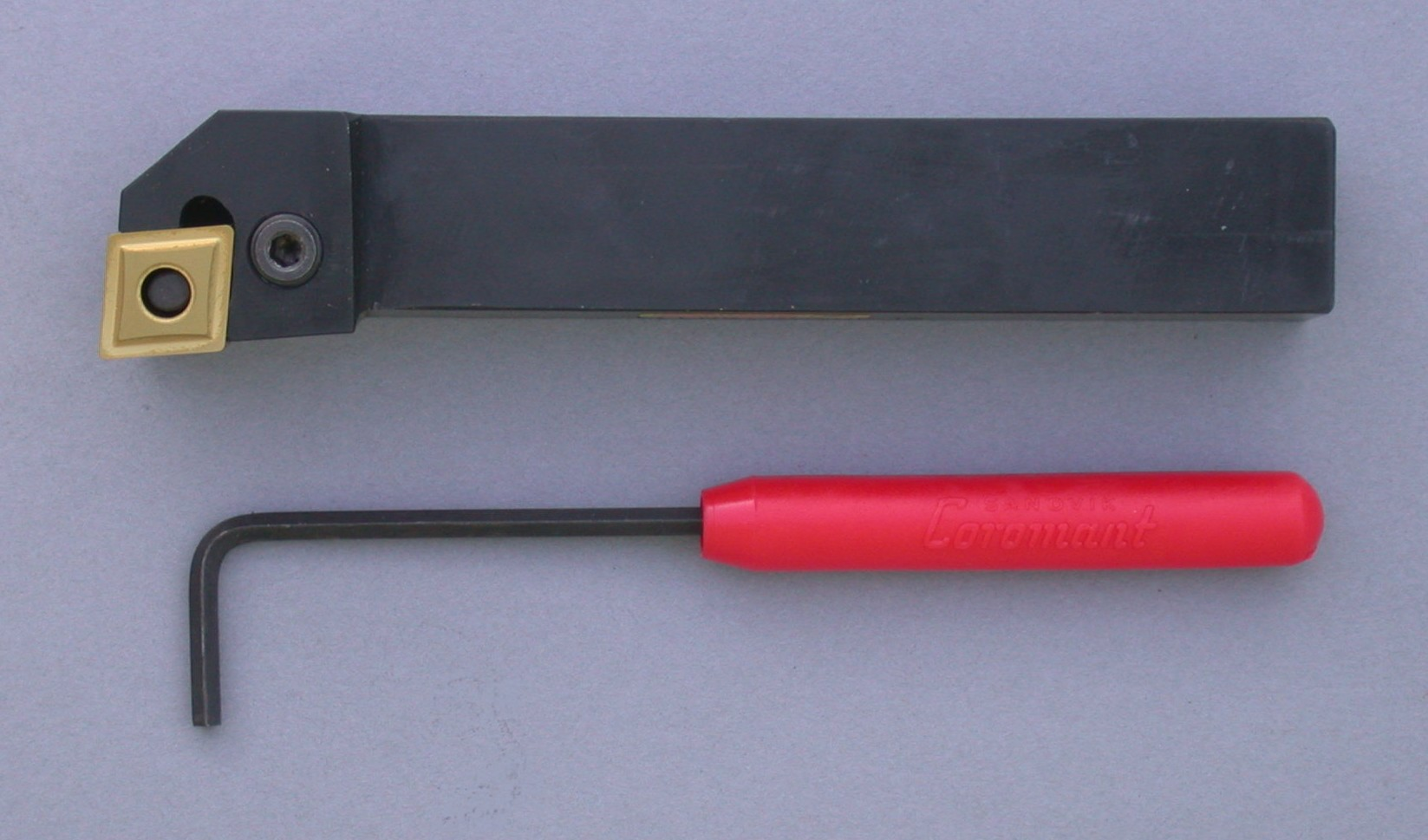
スローアウェイバイトの例。黄色い部分が交換式の刃先。

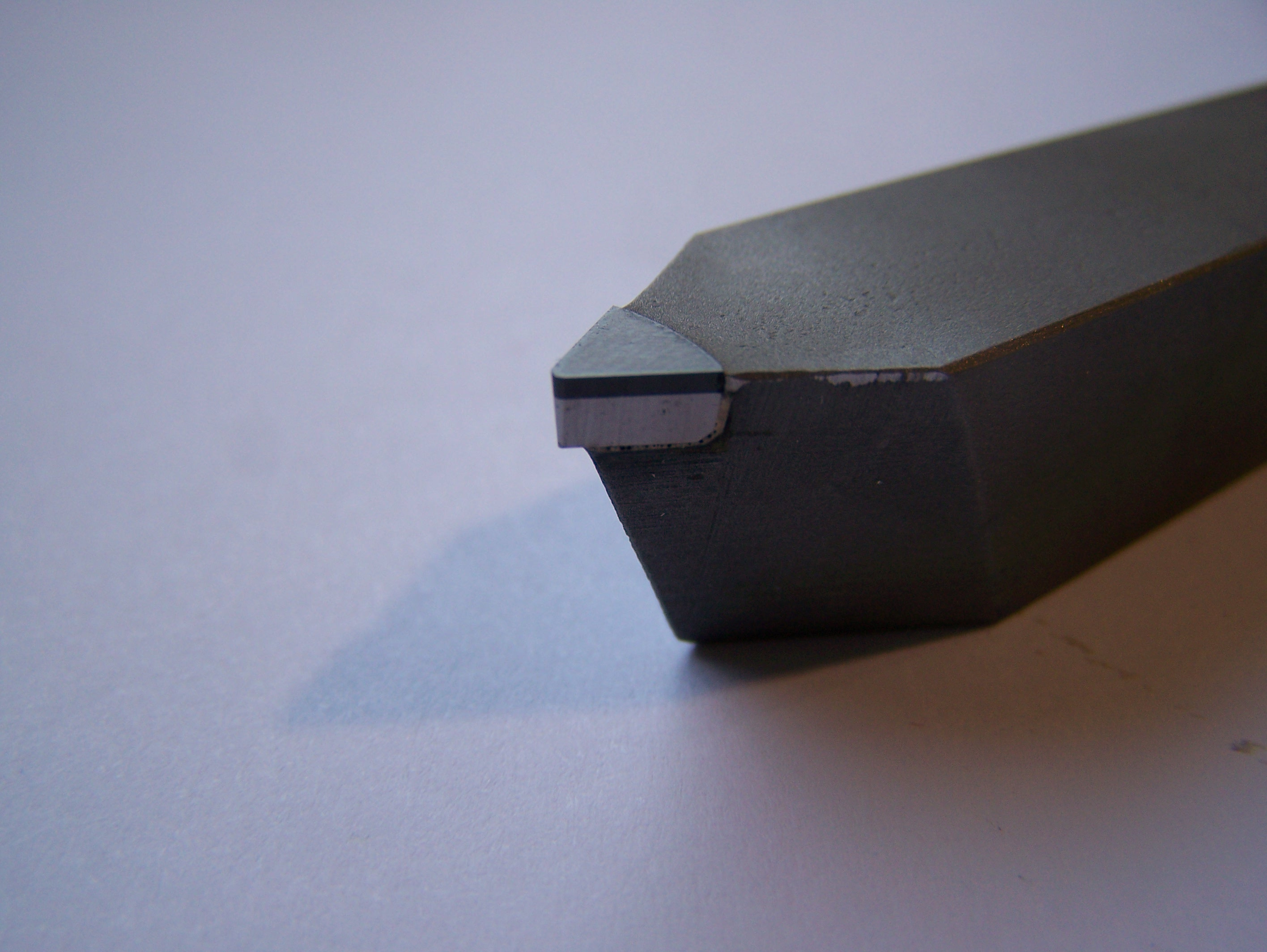
付け刃バイトの例

バイトの最も基本的な要素は刃先とシャンクである。工作機械はシャンク部分を挟み込むように工具を保持し、刃先を素材と接触させて加工を行う。構造（刃先とシャンクの結合方法）によりバイトは以下の3種類に大別される。
スローアウェイバイト
刃先とシャンクが別の部品になっており、それらをねじ等で機械的に結合する。交換用の刃先（インサート、スローアウェイチップなどと称される）は成形済みの製品として販売され、シャンクに取り付ければすぐに使用できる。摩耗したインサートは交換でき、利便性に優れるため、現在では最も一般的なバイトとなっている。標準的な形状のインサートはISOで規格化されている。スローアウェイとは、英語のThrow away（投げ捨てる）から、使い捨てであることを意味する。
むくバイト（完成バイト）
シャンクとチップが一体の同一素材からなるもの。刃先が未成形の状態で販売され、購入者がグラインダなどで刃先を成形して使用する。素材は炭素工具鋼・合金工具鋼・高速度鋼（ハイス）が用いられることが多い。別名として完成バイトとも呼ばれるが、これはメーカーによる熱処理が完了していることを意味し、購入後すぐに使用できるという意味ではない。
ろう付けバイト（付け刃バイト）
鋼材製のシャンクの先端に、超硬合金などのより硬い材質からなる刃先をろう付けしたバイト。むくバイトと同様、刃先を成形した上で使用する。スローアウェイバイトに代替され使用量は減っている。
総形バイト
刃先が予め加工品の最終形状になっており、回転する素材に押し当てるだけで加工でき、バイトを長手方向へ移動する必要がないので大量生産に適する。
ボックスツール
ボックスツールとはバイトを回転する素材に押し当てて一定の形状のものを生産するために使用するための治工具の一種。

## 用途による分類

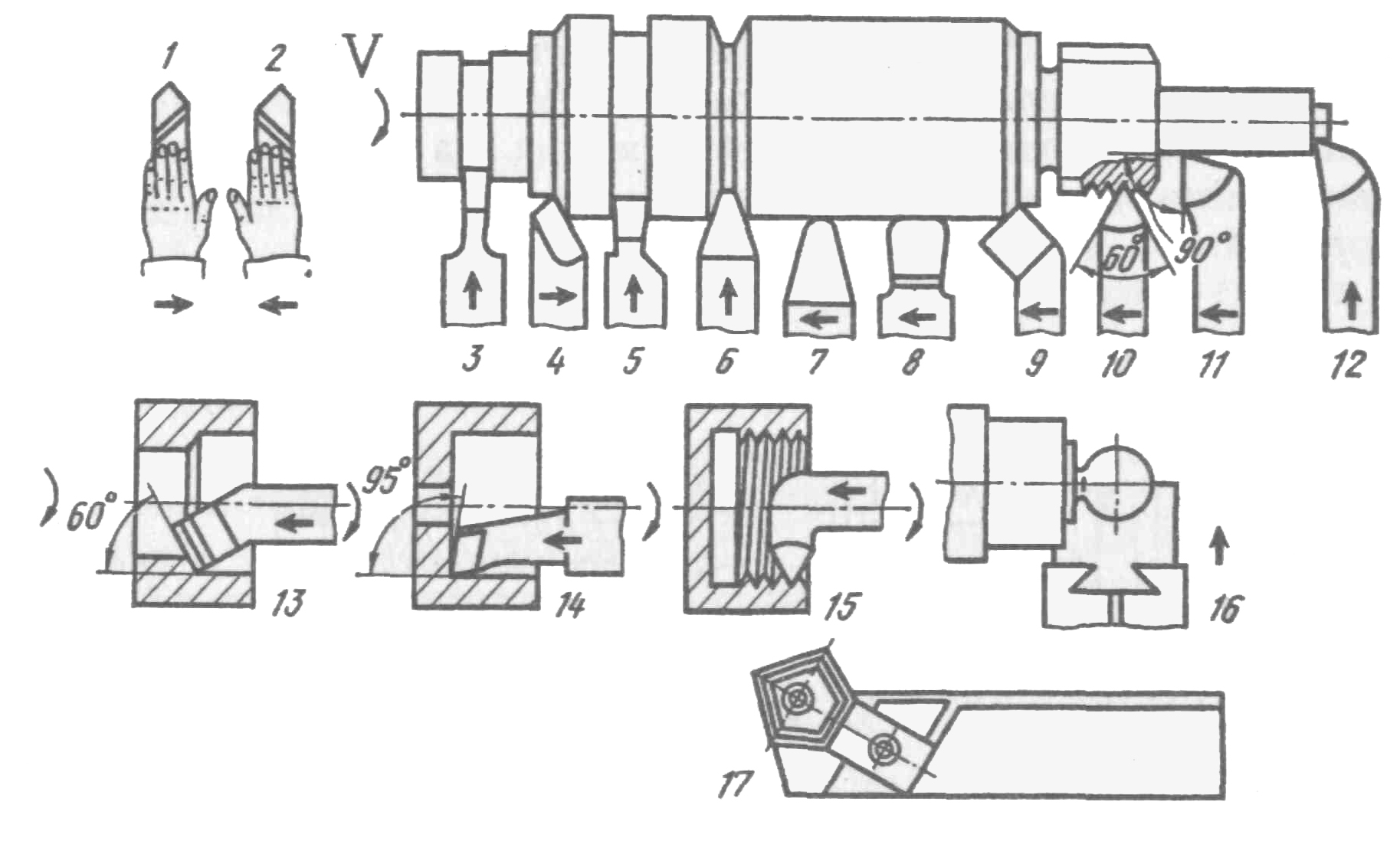
旋盤加工に用いられる各種バイト

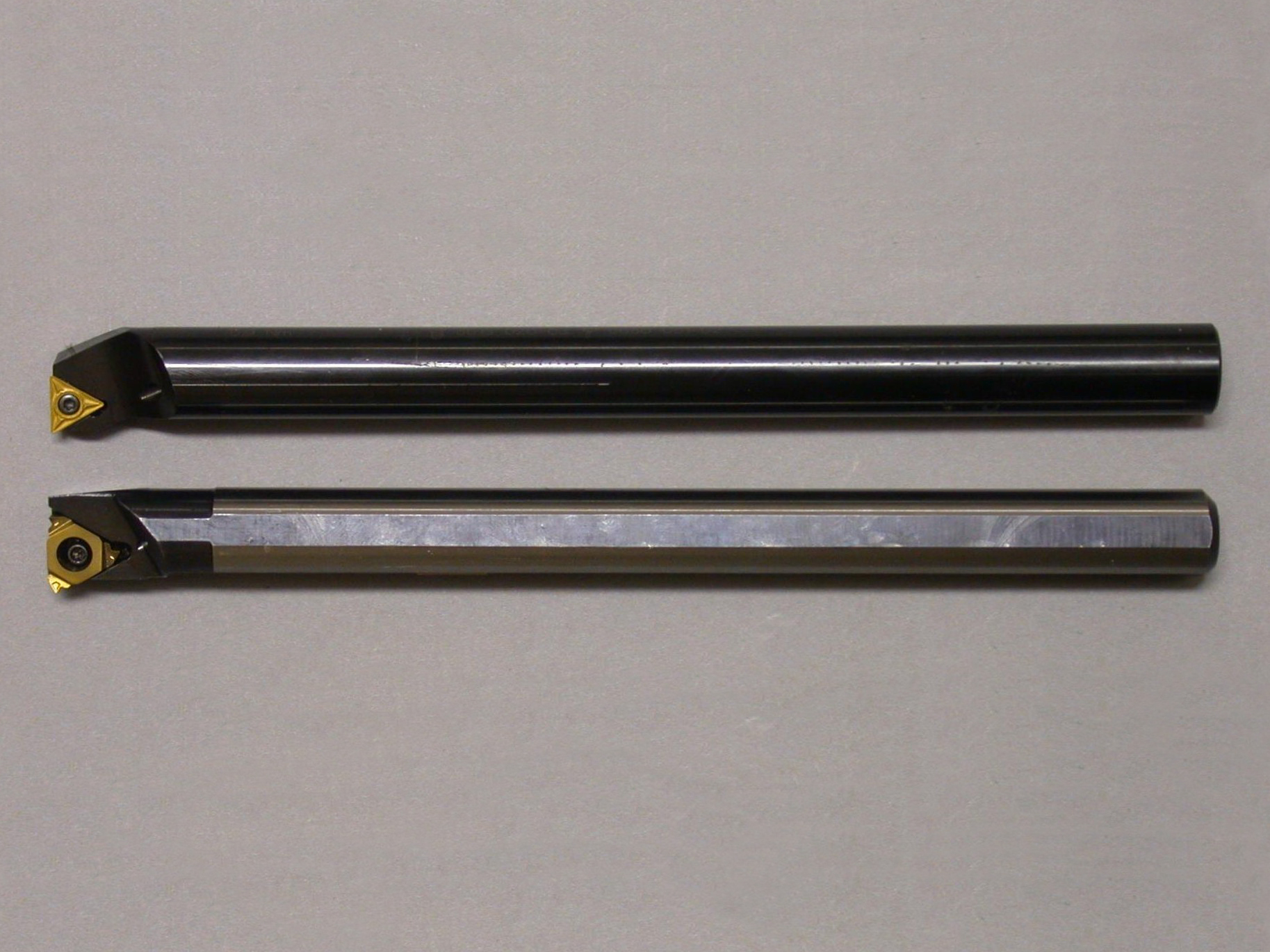
ボーリングバー

### 旋盤用
旋盤加工用のバイトとしては、外径切削用、端面切削用、内径切削用、溝入れ・突っ切り用、ねじ切り用など、用途に応じたものが存在する。また同じ用途でも、切れ刃の角度が異なるものなど様々な形状がある。内径加工用の棒状のバイトは別名・ボーリングバーと呼ばれる。

## 材質
ろう付けバイトとスローアウェイバイトのシャンクは鋼材でできているものが多い。むくバイトではシャンクと刃先は同一材質からなる。
刃先の材質としては、高速度鋼（ハイス）・超硬合金・サーメット・セラミックス・cBN焼結体・ダイヤモンド焼結体がある。それぞれの材質に長所と短所があるが、一般的には、硬く摩耗しにくい材質ほど粘りに欠け衝撃に弱い傾向がある。
スローアウェイチップの素材としては、硬さと粘りのバランスに優れる超硬合金が代表的である。
高速度鋼は、超硬合金より柔らかく高温下で急激に軟化する欠点があるが、粘りがあるため衝撃を受けても欠けにくい。バイトとしてはむくバイトに利用される例が多く、バイト以外の工具ではドリルやエンドミルにも多用される。
サーメット・セラミックス・cBN・ダイヤモンドは、超硬合金に対して硬度や耐摩耗性に優れる反面、粘りがなく脆いという特徴がある。このうちサーメットは超硬合金に近い性質を持ち、原料としてタングステンを大量に消費する超硬合金を代替する動きもある。ダイヤモンドは非常に高い硬度を有するが、700℃以上で鉄と化学反応するため、鉄鋼の加工には向かない。
このほかに、超硬合金やサーメットにコーティングを施し、硬度や耐摩耗性などを向上させたコーテッド材種も普及している。

## 各部名称
ノーズ（英: Nose）
ノーズとはバイトの刃の先端部分を指す。ピンと尖っていると容易に刃こぼれしてしまうため、多かれ少なかれ意図的に丸みを付けて予防している。
チップブレーカ（英: Chip Breaker）
チップブレーカとは、バイトのスクイ面に取り付け、あるいは研ぎ込まれるもので、切削時に排出される切りくず（チップ、Chip）を均一に巻いたり、あるいは破断させ、切削し易くする。インサートの場合は、一般にプレス成形により製造され、プレス用金型の表面形状が転写されるため、チップブレーカとして作用する形状をこの工程で作り込んでしまうことが多い。
シャンク（英: Shank）
シャンクとは、バイトを刃物台に保持するための部分（刃以外の部分）を示す。またシャンクには12×12、16×16等その角のサイズがあり、その数値から12mm角バイト、16mm角バイト等と呼ばれる。
切削加工の際バイトには大きな負荷がかかっており、剛性が不足する状況ではビビリが生じる場合がある。ビビリを積極的に利用する特殊なバイトも中にはあるが、一般的には加工に応じた適切なサイズのバイトを使用したり加工条件を変更するなどして未然に防ぐことが重要である。

## 主なメーカー
- タンガロイ
- 三菱マテリアル
- 名古屋ダイヤモンド工業
- サンドビック
- 京セラ
- 住友電工ハードメタル